# 米勒鎮區 (阿肯色州克里夫蘭縣)
米勒鎮區（英語：Miller Township）是位於美國阿肯色州克里夫蘭縣的一個行政鎮區。

## 地方資料
米勒鎮區的面積為65.53平方千米，當中陸地面積為65.53平方千米，而水域面積為0.00平方千米。根據2010年美國人口普查的數據，當地共有人口663人，而人口密度為每平方千米10.12人。